# Asia Rugby Women's Championship 2022
L’Asia Rugby Women’s Championship 2022 fu l'11º campionato asiatico di rugby a 15 femminile.
Il torneo segnò il ritorno alla disputa della prima divisione dopo più di 5 anni, essendosi la più recente tenuta a metà 2017; nel 2018 e 2019, stante l'assenza dal torneo di Giappone e Hong Kong, si tenne solo la seconda divisione, e nel 2020 la pandemia di COVID-19 costrinse Asia Rugby ad annullare tutto il calendario; il campionato avrebbe dovuto tenersi nel 2021, in tempo per valere come qualificazione alla Coppa del Mondo femminile, ma sia lo slittamento di un anno della rassegna mondiale, sia le norme che riducevano al minimo gli spostamenti delle squadre indussero alfine World Rugby a promuovere direttamente il Giappone alla Coppa del Mondo, nel frattempo ricalendarizzata a settembre 2022; di conseguenza il campionato 2021, con le superstiti Hong Kong e Kazakistan, fu annullato e sostituito da play-off di qualificazione tra tali due squadre per designare la nazionale asiatica al torneo finale di ripescaggio per la Coppa del Mondo.
Asia Rugby, infine, mise in calendario l'undicesima edizione di torneo a dicembre 2022, con la formula in gara doppia tra le citate Hong Kong (Paese ospite) e Kazakistan, mentre il Giappone non partecipò.
Ad aggiudicarsi la vittoria finale, per la prima volta nella storia del torneo, fu Hong Kong, vincitore 31-17 nella prima partita e 14-12 nella seconda.
Il valore delle marcature, come stabilito da World Rugby nel 2017, è: 5 punti per ciascuna meta (7 se trasformata), 7 punti per la meta tecnica, 3 punti per la realizzazione di ciascun calcio piazzato, idem per il drop.

## Squadre partecipanti
- Hong Kong
- Kazakistan

## Risultati
| Arbitro: | Mayumi Takahashi |

|                                                            |      |                                        |
| Eden 21’, 55’ Yan Poon 38’ Olson-Thorne 44’ Ching Chan 72’ | mt   | 15’ Šerer 18’ Krasavina 57’ Tulegenova |
|                                                            | tr   | 18’ Grišina                            |
| Ryan 4’, 79’                                               | c.p. |                                        |

| Arbitro: | Mayumi Takahashi |

|                        |    |                          |
| Yeung 73’ Z. Smith 79’ | mt | 39’ Šerer 47’ Kojšibaeva |
| Ryan 73’, 80’          | tr | 39’ Grišina              |

## Classifica
| Pos | Squadra    | G | V | N | P | PF | PS | P±  | B | PT |
| --- | ---------- | - | - | - | - | -- | -- | --- | - | -- |
| 1   | Hong Kong  | 2 | 2 | 0 | 0 | 45 | 29 | +16 | 0 | 8  |
| 2   | Kazakistan | 2 | 0 | 0 | 2 | 29 | 45 | -16 | 0 | 0  |